# Glycérol déshydrogénase
La glycérol déshydrogénase est une oxydoréductase qui catalyse la réaction :
glycérol + NAD+  {\displaystyle \rightleftharpoons }  dihydroxyacétone + NADH + H+.
Cette enzyme intervient dans le métabolisme des glycérolipides. Sa structure révèle une dépendance au zinc et une configuration proche du pli Rossmann.